# Pakol

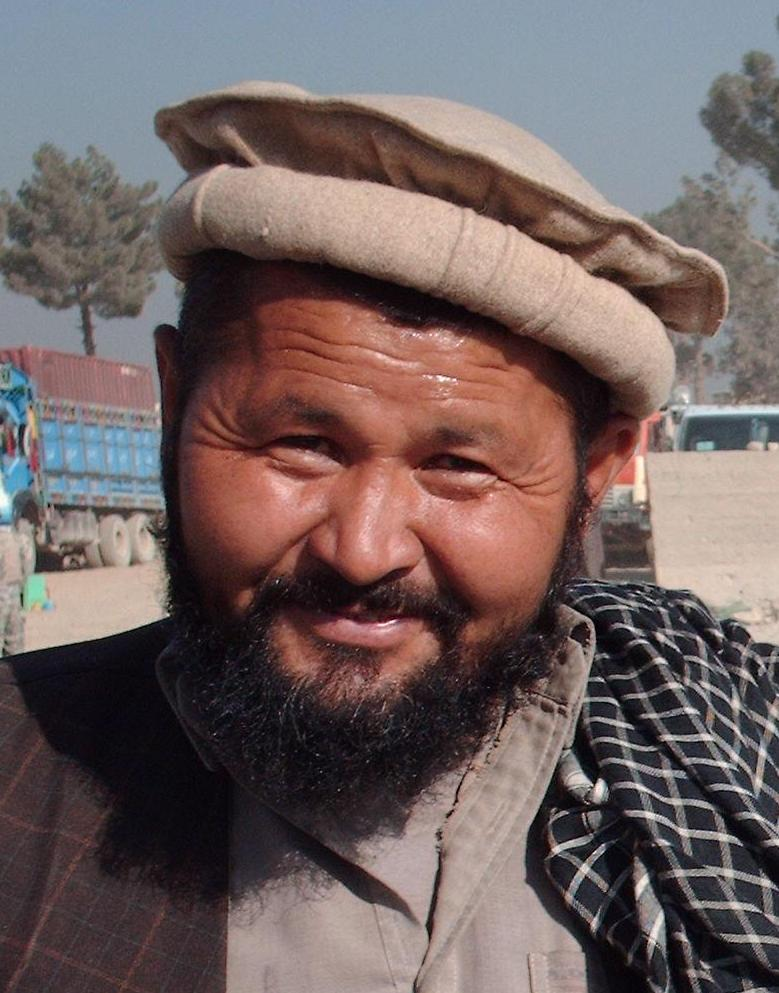
Mężczyzna w pakolu

Pakol (Pakul) – miękki okrągły beret męski noszony w Afganistanie i Pakistanie, zazwyczaj wełniany. Pakole są zazwyczaj brązowe, czarne lub szare. Pakol przypomina worek z okrągłym dnem, lecz przed założeniem na głowę zawija się jego boki.
Pakol pochodzi najprawdopodobniej z pakistańskich regionów Czitral i Gilgit, choć podobne nakrycie głowy nosili starożytni Macedończycy. W początkach XX wieku upowszechnił się wśród Pasztunów, wypierając turban. Współcześnie noszony jest także przez Tadżyków i Nuristańczyków.
Istnieją dwa typy pakola: czitralski, z obszytymi brzegami, oraz gilgicki, przypominający trochę czapkę robioną na drutach.